# Йорга (Архангельська область)
Йорга (рос. Ёрга) — селище в Котлаському районі Архангельської області Російської Федерації.
Населення становить 405 осіб. Входить до складу муніципального утворення Котласький муніципальний округ.

## Історія
До 2022 року входило до складу муніципального утворення Приводинське поселення.

## Населення
| 2002 | 2010 | 2012 |
| ---- | ---- | ---- |
| 465  | ↘277 | ↗405 |